# Costasiella
Famille
Genre
Costasiella est un genre de gastéropode sacoglosse, le seul de la famille des Costasiellidae.

## Liste des genres
Selon World Register of Marine Species (2 octobre 2015) :
- Costasiella arenaria K. R. Jensen, Krug, Dupont & Nishina, 2014
- Costasiella coronata Swennen, 2007
- Costasiella formicaria (Baba, 1959)
- Costasiella illa (Marcus, 1965)
- Costasiella iridophora Ichikawa, 1993
- Costasiella kuroshimae Ichikawa, 1993
- Costasiella mandorahae K. R. Jensen, 1997
- Costasiella nonatoi Ev. Marcus & Er. Marcus, 1960
- Costasiella ocellifera (Simroth, 1895)
- Costasiella pallida K. R. Jensen, 1985
- Costasiella patricki Espinoza, DuPont & Valdés, 2014
- Costasiella paweli Ichikawa, 1993
- Costasiella rubrolineata Ichikawa, 1993
- Costasiella usagi Ichikawa, 1993
- Costasiella vegae Ichikawa, 1993
- Costasiella virescens Pruvot-Fol, 1951

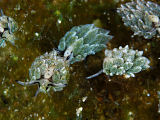
Costasiella formicaria
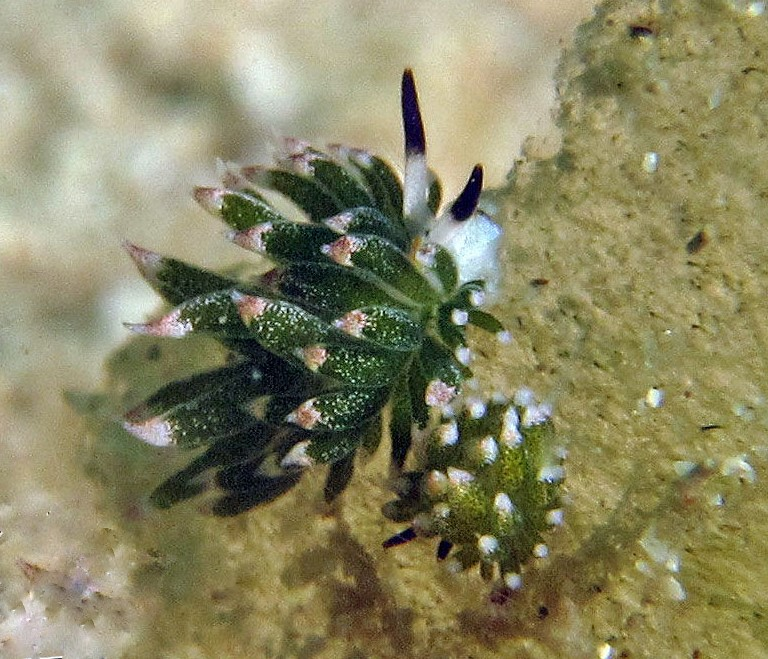
Costasiella kuroshimae
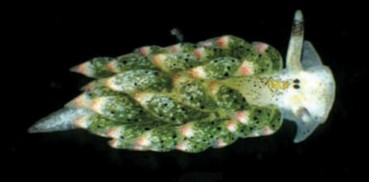
Costasiella paweli
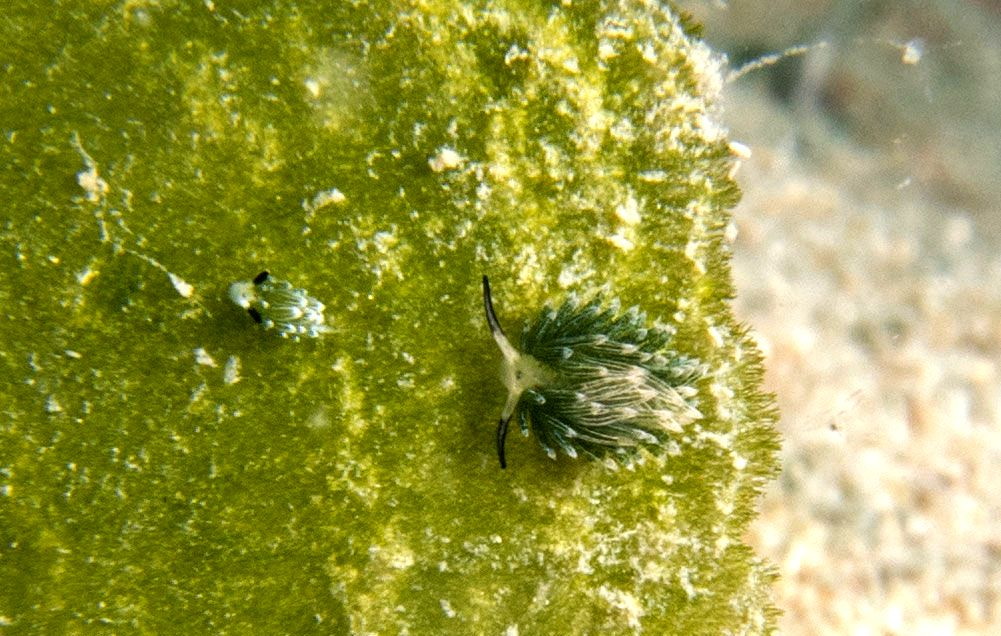
Costasiella usagi